# Geofilosofia
Con il termine Geofilosofia si indica, negli studi filosofici, quell'ambito, problematico, relativo al pensare della terra nell'epoca della globalizzazione, ossia al «tema della pluralità dei luoghi della terra a confronto con la crescente omologazione delle tecniche in un mondo globalizzato».

## Origine del termine e della problematica
Il termine "geofilosofia" (dal francese: géophilosophie) fu coniato dai filosofi francesi Gilles Deleuze e Félix Guattari e utilizzato per la prima volta nella loro opera Qu'est-ce que la philosophie? del 1991.
Nel capitolo 4 significativamente intitolato "Géophilosophie", i due filosofi francesi osservano:
(Gilles Deleuze e Félix Guattari, Qu'est-ce que la philosophie?. Parigi, Les Édition de Minuit, 2005 (1991), p. 82. Traduzione in lingua italiana di Angela De Lorenzis in Gilles Deleuze e Félix Guattari, Che cos'è la filosofia. Torino, Einaudi, 1996, p.77)
Da qui la geografia diviene un contesto impreteribile per una filosofia che ritiene doveroso portare il territorio e la terra al pensiero, in un modo analogo a quello con cui altre discipline, come la "geopolitica" o la "geoeconomia", hanno inteso ripensare l'orizzonte della terra alla luce dell'affermazione planetaria della tecnoscienza.
Luisa Bonesio nota che se diversi sono gli studi che hanno arricchito la geofilosofia, essi possono essere ricondotti a due filoni apparentemente antitetici individuati da Massimo Cacciari nel suo Icone della legge (precisamente nel capitolo Errante radice), là dove il filosofo italiano individua due differenti letture della problematica.
La prima inerisce a una lettura del filosofo tedesco di cultura ebraica Franz Rosenzweig, in particolar modo nell'opera Der Stern der Erlösung (1921, "La Stella della redenzione"), là dove viene individuata la tradizione ebraica dello sradicamento e quindi della interminabile ricerca della terra santa che obbliga il popolo ebraico alla erranza, per cui nessuna terra può mettere in quiete, in quanto esso è legato alla legge e all'ascolto dei suoi dettami. Per questa ragione l'ebreo risulterebbe la figura metafisica dello sradicamento, condizione che nella mistica ebraica è resa con l'immagine dell'albero rovesciato le cui radici sono nel cielo, nella Torah, e che spiega l'unicità del popolo eletto.
La seconda lettura è propria dell'opera Der Nomos der Erde im Völkerrecht des Jus Publicum Europaeum (1950) del filosofo tedesco Carl Schmitt,  dove alla de-localizzazione (Entortung) presente nella prima, viene opposta la nozione greca di nomos, ossia della spartizione secondo le regole della terra decidendone possedimenti e quindi i confini. In questa opera, Schmitt rileva che, a differenza del mare e del deserto, solo sulla terra è possibile abitare, solo per mezzo di essa si esprime la legge, il diritto.
Dal che per lo Schmitt la terra è la radice del diritto,  mentre lo sradicamento in atto causato dalla delocalizzazione planetaria è causa del nichilismo e della fine di quel jus publicum europaeum che era in grado di regolare e limitare i conflitti. E, come sintetizza Luisa Bonesio, per Carl Schmitt «La crisi del nomos è il prodromo dell'era attuale, di quel processo di globalizzazione che ha travolto gli ordinamenti statali e terranei, ma segna anche l'inizio di una più vasta perdita di radicamento che comporta la fine della memoria culturale, delle identità, dei paesaggi tradizionali, rimettendo tutto nel flusso indifferenziato, distruttore e omologante della tecnica, della sua forza delocalizzatrice astraente e nichilistica.».